# Después del anochecer
Después del anochecer es un libro de cuentos de Stephen King.
Está compuesto por trece relatos de misterio y terror. No había publicado cuentos desde su libro Todo es eventual y todos ellos, salvo «El gato del infierno» (que data de la década de 1970) están escritos tras haber estado el autor a punto de morir.

## Cuentos

### Willa
Un grupo de personas en una estación de trenes no está muy seguro de dónde se encuentra ni por qué.

### La chica de pan de jengibre
Una mujer se traslada a un cayo de la costa estadounidense tratando de dejar su pasado atrás. Lo que no sabe es que su futuro cercano le depara una sorpresa. 

### El sueño de Harvey
Un hombre le cuenta a su esposa un extraño y curioso sueño… que tal vez sea mucho más que un sueño. 

### Área de descanso
Un escritor que publica novelas bajo un seudónimo se detiene en un área de descanso en medio de la carretera, y se ve involucrado en una incómoda situación. 

### La bicicleta estática
Un hombre compra una bicicleta estática… sin sospechar que lo va a llevar a alguna parte. 

### Las cosas que dejaron atrás
En el apartamento de un hombre comienzan a aparecer unos extraños objetos. Homenaje de King a las víctimas de los Atentados del 11 de septiembre de 2001 en Estados Unidos.

### Tarde de graduación
Una joven será testigo presencial de un extraño suceso.

### N
Un hombre con un grave trastorno psicológico acude a su psiquiatra en busca de ayuda. 

### El gato del infierno
Un gato aparentemente inofensivo lleva la muerte en su lomo. Fue adaptado al cine.

### The New York Timesa un precio de ganga
Una mujer recibe una llamada que nunca olvidará.

### Mudo
Un autoestopista nunca pudo ser más inusual y enigmático. Narrado como una confesión, es una historia intrigante con un final inesperado que te deja en shock.

### Ayana
Los milagros ocurren, y de la forma más inesperada. 

### Un lugar muy estrecho
Dos hombres llevan su rivalidad hasta los límites. 
- Datos: Q1189602